# Epidendrum magnificum
Epidendrum magnificum är en orkidéart som beskrevs av Rudolf Schlechter. Epidendrum magnificum ingår i släktet Epidendrum och familjen orkidéer. Inga underarter finns listade i Catalogue of Life.